# Xota Managadze
Xota Managadze (georgià შოთა მანაგაძე) (Kutaissi, Imperi Rus, 19 de març de 1903 - Tbilisi, República Socialista Soviètica de Geòrgia, 21 de juliol de 1977) va ser un director de cinema soviètic, nomenat Artista del Poble de l'RSS de Geòrgia el 1966.

## Biografia
Va estudiar a la Universitat de Tbilissi. El 1926 es va graduar a l'estudi del Teatre Jabadari de Tbilissi, i el 1938 al departament de direcció de la Universitat Panrussa Gueràssimov de Cinematografia (VGIK).
El 1927-1928 fou director i director artístic del Teatre Dramàtic de Kutaissi, el 1929-1931. director artístic del TRAM de Tbilisi, el 1932 director general del Teatre Georgià de l'Exèrcit Roig, i el 1934-1936 fou el director artístic i director del TRAM republicà.
Des de 1938 Managadze va ser director de cinema a l'estudi de cinema de Tbilisi - més tard a Kartuli Pilmi. Va morir el 21 de juliol de 1977 i fou sebollit al Panteó Saburtalo.

## Filmografia
- 1942 — Khidi (ხიდი)
- 1945 — Txirveuli mezoblebi (ჭირვეული მეზობლები)
- 1955 — Qartuli baletis ostatebi (ქართული ბალეტის ოსტატები)
- 1957 — Sabudareli txabuki (საბუდარელი ჭაბუკი)
- 1959 — Kvavili tovlze
- 1961 — Ketili adamianebi (კეთილი ადამიანები)
- 1963 — Vin shekazmavs tskhens
- 1966 — Khevsuruli balada (ხევსურული ბალადა)
- 1968 — Jvartsmuli kundzuli (ჯვარცმული კუნძული)
- 1969 — Molodini (მოლოდინი)
- 1971 — Tsutisopeli (წუთისოფელი), en rus Tiepló tvoikh ruk (Тепло твоих рук)
- 1976 — Tvali patiosani (თვალი პატიოსანი)